# علم وظائف الأعضاء التطوري

غالبًا ما يُفترض أن الانتقاء الطبيعي والجنسي يعمل بشكل مباشر على السّلوك (على سبيل المثال، ما يختاره الحيوان عند مواجهة حيوان مفترس)، والذي يتم التعبير عنه ضمن الحدود التي تحددها قدرات أداء الكائن الحي بالكامل (على سبيل المثال، مدى السرعة التّي يمكن أن يعمل بها) التّي يتم تحديدها من خلال السّمات الثّانوية (على سبيل المثال، تكويّن نوع الألياف العضلية). يتمثل أحد نقاط الضعف في هذا النّموذج المفاهيمي والتّشغيلي في عدم وجود اعتراف صريح بمكان سمات تاريخ الحياة.

علم وظائف الأعضاء التّطوري هو دراسة التّطور البيولوجي للتركيبات والعمليات الفسيولوجية، أي الطريقة التي استجابت بها الخصائص الوظيفية للأفراد في مجموعة من الكائنات الحية للانتقاء الطبيعي عبر أجيال متعددة خلال التاريخ. إنه تخصص فرعي لكل من علم وظائف الأعضاء وعلم الأحياء التّطوري. يأتي الممارسون في هذا المجال من خلفيات متنوعة، بما في ذلك علم وظائف الأعضاء وعلم الأحياء التطوري والبيئة وعلم الوراثة.
وفقًا لذلك، فإن مجموعة الأنماط الظاهرية التي درسها علماء وظائف الأعضاء التّطورية واسعة، بما في ذلك تاريخ الحياة، والسلوك، وأداء الكائن بأكمله، التّشكل الوظيفي، والميكانيكا الحيوية، وعلم التشريح، وعلم وظائف الأعضاء الكلاسيكي، وعلم الغدد الصماء، والكيمياء الحيوية، والتّطور الجزيئي. يرتبط المجال ارتباطًا وثيقًا بعلم وظائف الأعضاء المقارن وعلم وظائف الأعضاء البيئي، وتعتبر النتائج التي تُوِصل إليها أحد الاهتمامات الرئيسية للطب التّطوري. أحد التعريفات التي تم تقديمها هو "دراسة الأساس الفسيولوجي للياقة "، أي التّطور المرتبط (بما في ذلك القيود والمفاضلات) للشكل والوظيفة الفسيولوجية المرتبطة بالبيئة والنظام الغذائي والتوازن وإدارة الطاقة وطول العمر والوفيات وخصائص تاريخ الحياة ".

## التاريخ
كما يوحي الاسم، فإن علم وظائف الأعضاء التّطوري هو نتاج ما كان في وقت من الأوقات تخصصين علميين متميزين. طبقًا لجارلاند وكارتر، نشأ علم وظائف الأعضاء التّطوري في أواخر السبعينيات، عَقبَ المناقشات المتعلقة بحالة التّمثيل الغذائي والتّنظيم الحراري للديناصورات (انظر لفسيولوجيا الديناصورات) والزواحف الشبيهة بالثدييات.
أَعقب هذه الفترة محاولات في أوائل الثمانينيات لدمج الجينات الكمية في علم الأحياء التّطوري، والتّي كان لها آثار غير مباشرة على مجالات أخرى، مثل علم البيئة السّلوكي والفيزيولوجيا البيئية. في منتصف إلى أواخر الثمانينيات من القرن الماضي، بدأت طرق مقارنة النّشوء والتّطور في الانتشار في العديد من المجالات، بما في ذلك علم البيئة الفسيولوجي وعلم وظائف الأعضاء المقارن. صدر مجلد عام 1987 بعنوان اتجاهات جديدة في علم وظائف الأعضاء الإيكولوجي كان يحتوي على القليل من علم البيئة ولكن كان هناك تركيز كبير على الموضوعات التّطورية. لقد وَلَّدَ نِقاشًا قويًا، وفي غضون بِضع سنوات، قامت مؤسسة العلوم الوطنية بتطوير حلقة نقاش بعنوان علم وظائف الأعضاء الإيكولوجي والتطوري.
بعد ذلك بوقت قصير، أصبحت تجارب الانتقاء والتّطور التّجريبي شائعة بشكل متزايد في علم وظائف الأعضاء التطوري. ظهرت الفيزيولوجيا الكلية كتخصص فرعي، حيث يحاول الممارسون تحديد أنماط واسعة النطاق في السمات الفسيولوجية (مثل أنماط التباين المشترك مع خطوط العرض) وآثارها البيئية.
في الآونة الأخيرة، تمت مناقشة أهمية دمج علم الأحياء التّطوري وعلم وظائف الأعضاء من منظور التّحليلات الوظيفية وعلم التّخلق والتّوليف التّطوري الموسع. ينعكس نمو علم وظائف الأعضاء التّطوري أيضًا في ظهور تخصصات فرعية، مثل: علم الغدد الصماء التّطوري، والتّي تتناول أسئلة هجينة، مثل: "ما هي آليات الغدد الصماء الأكثر شيوعًا التي تستجيب لانتقاء السلوك؟ أو سمات تاريخ الحياة؟ ".

## الخصائص الناشئة
باعتباره تخصصًا علميًا هجينًا، يوفر علم وظائف الأعضاء التّطوري بعض وجهات النظر الفريدة. على سبيل المثال، يُمكن أن يساعد فهم الآليات الفسيولوجية في تحديد ما إذا كان نمط معين من التّباين الظاهري أو التّباين المشترك (مثل العلاقة التماثلية) يُمثل ما يمكن أن يكون موجودّا أو فقط ما يمكن اختياره. وبالمثل، فإن المعرفة الدقيقة بالآليات الفسيولوجية يمكن أن تعزز بشكل كبير فهم الأسباب المحتملة للارتباطات والقيود التّطورية أكثر مما هو ممكن للعديد من السّمات التّي يدرسها علماء الأحياء التّطورية (مثل علم التشكل).

## مجالات البحث
تشمل المجالات المهمة للبحث الحالي ما يلي:
- الأداء العضوي كنمط ظاهري مركزي (على سبيل المثال، مقاييس السرعة أو القدرة على التحمل في حركة الحيوان)
- دور السلوك في التطور الفسيولوجي
- الأساس الفسيولوجي والغدد الصماء للتباين في سمات تاريخ الحياة (على سبيل المثال، حجم البيض)
- الأهمية الوظيفية للتطور الجزيئي
- مدى تكيف الاختلافات بين الأنواع
- الأسس الفسيولوجية لحدود النطاقات الجغرافية
- التباين الجغرافي في علم وظائف الأعضاء
- دور الانتقاء الجنسي في تشكيل التطور الفسيولوجي
- حجم "إشارة النشوء والتطور" في الصفات الفسيولوجية
- دور مسببات الأمراض والطفيليات في التطور الفسيولوجي والمناعة
- تطبيق النمذجة المثلى لتوضيح درجة التكيف
- دور اللدونة المظهرية في حساب الفروق الفردية والسكان والأنواع
- أساس ميكانيكي للمفاضلة والقيود المفروضة على التطور (على سبيل المثال، قيود الناقل المفترضة على الجري والتنفس)
- حدود معدل الأيض المستمر
- أصل علاقات قياس التنامي أو قوانين التماثل (وما يسمى بنظرية التمثيل الغذائي في علم البيئة)
- الاختلاف الفردي (انظر أيضًا لعلم نفس الاختلافات الفردية)
- الأهمية الوظيفية لتعدد الأشكال البيوكيميائية
- تحليل التباين الفسيولوجي عبر الوراثة الكمية
- الفيزيولوجيا القديمة وتطور الحرارة الداخلية
- فسيولوجيا التكيف البشري
- الطب الدارويني
- تطور مضادات الأكسدة الغذائية

## تقنيات
- الانتقاء الاصطناعي والتّطور التجريبي[14]
- التّحليلات والمعالجات الجينية[1]
- قياس الانتقاء في البرية[15]
- اللدونة المظهرية والتّلاعب[1]
- المقارنات القائمة على التّطور العرقي[16]
- قياسات المياه الموصوفة بشكل مضاعف لمتطلبات الطاقة الحية الحرة للحيوانات

## التمويل والجمعيات
في الولايات المتحدة، يتم تمويل الأبحاث في علم وظائف الأعضاء التطوري بشكل أساسي من قبل مؤسسة العلوم الوطنية. يضم عدد من الجمعيات العلمية أقسامًا تشمل علم وظائف الأعضاء التطوري، بما في ذلك:
- الجمعية الفسيولوجية الأمريكية "دمج علوم الحياة من جزيء إلى كائن حي"
- جمعية البيولوجيا التّكاملية والمقارنة
- جمعية البيولوجيا التجريبية

## روابط خارجية
- الأشخاص والمختبرات والبرامج في علم وظائف الأعضاء التطوري
- بيولوجيا النظم التطورية - بعض الأوراق المهمة
- المجموعة المركزة على علم الحيوان الفسيولوجي والكيميائي الحيوي : المقايضات في علم وظائف الأعضاء الإيكولوجي والتّطوري